# Krananda semihyalina
Krananda semihyalina là một loài bướm đêm trong họ Geometridae.

## Hình ảnh

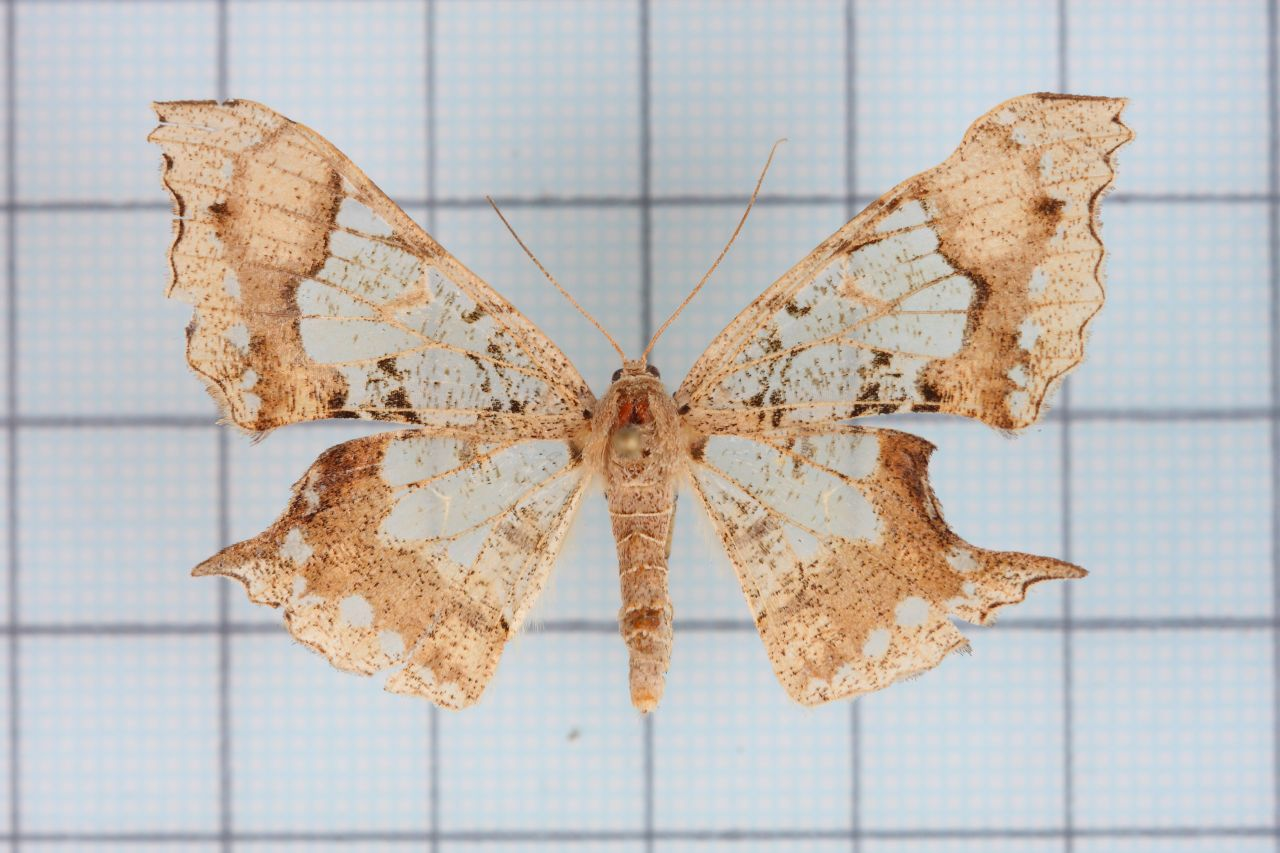
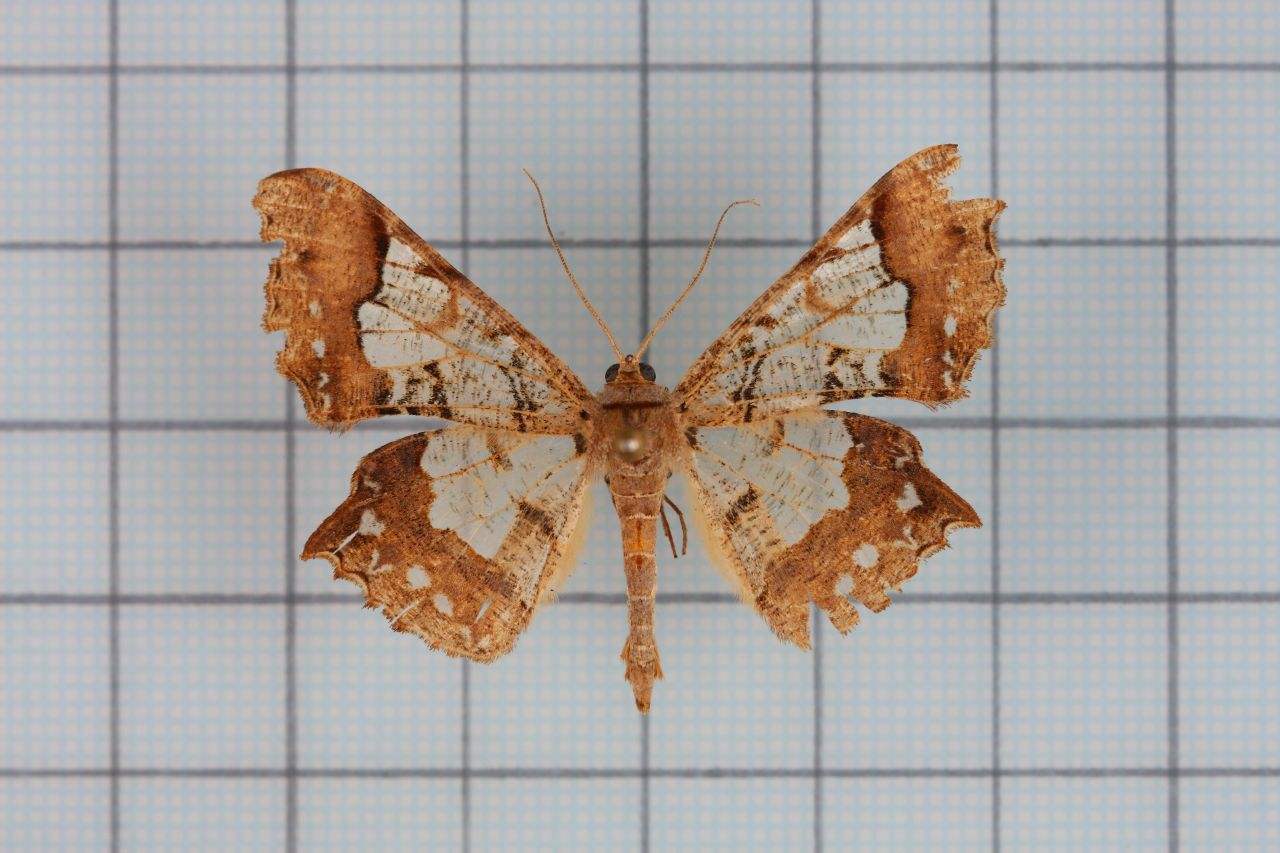
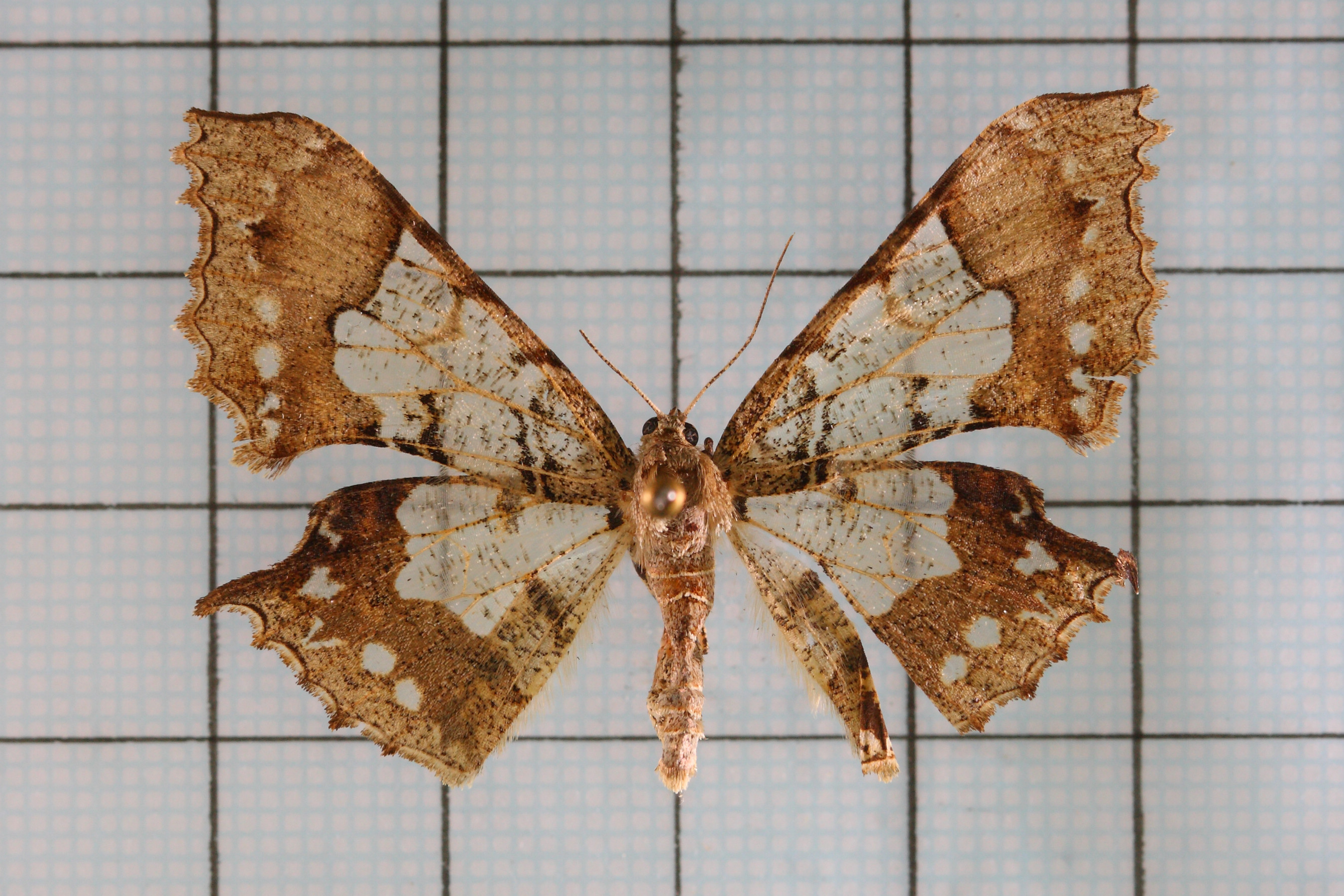
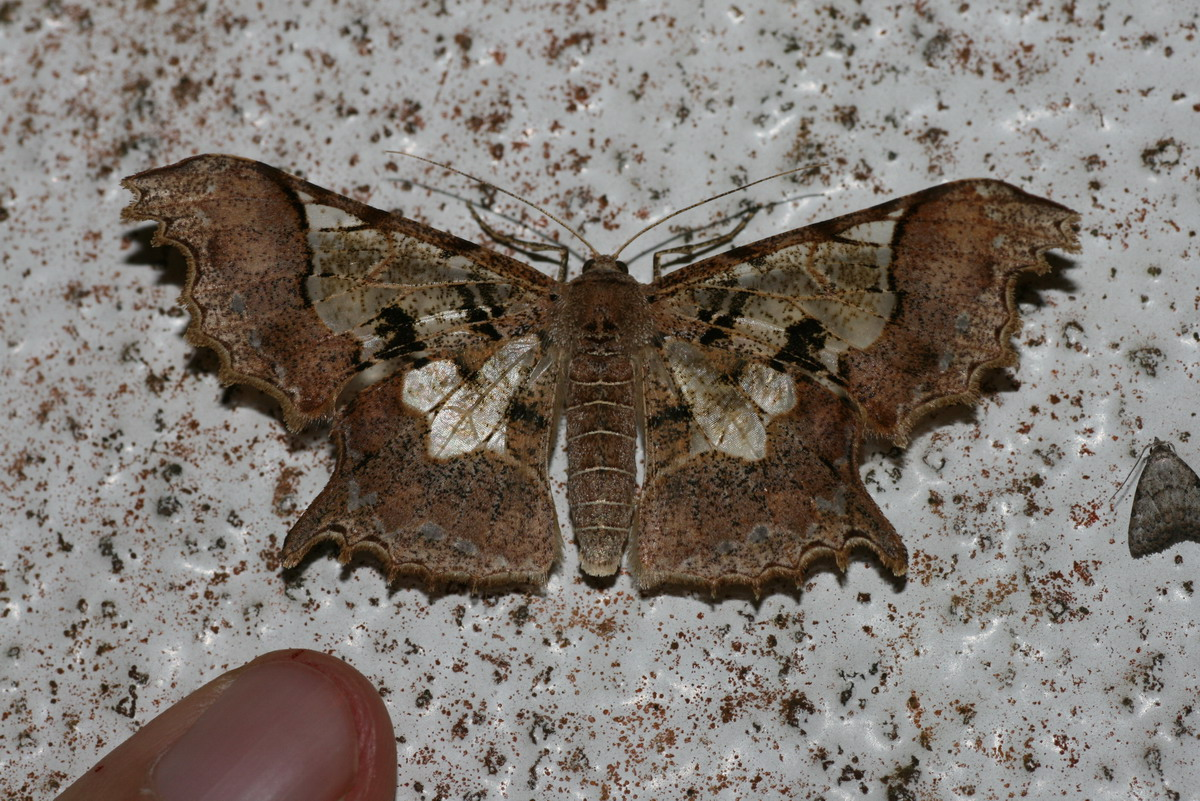